# Østamerikansk hemlock
Østamerikansk Hemlock (Tsuga canadensis) er et mellemstort, stedsegrønt nåletræ med en bred og kegleformet vækst, som ofte bliver åben med løse grenetager. Nålene lugter af Skarntyde (eller Kørvel), når man knuser dem.

## Beskrivelse
Stammen er ikke helt ret, men som regel gennemgående, men af og til opsplittet i to-tre toppe. Hovedgrenene er overhængende eller helt vandrette. Barken er først gulbrun med tætte, rødbrune hår. Senere bliver den grønlig og ribbet, og derpå orangebrun og afskallende. Til sidst kan gammel bark blive grå og furet. Knopperne er små, ægformede og grønne med grå hår mod spidsen.
Nålene er bredest ved stilken og smallere fremme ved den runde spids. Oversiden er klart grøn, mens undersiden er grøn med to brede, hvide striber. Hunlige blomsterstande bliver til kogler, som er små og smalt ægformede, glatte og hængende. Frøene modner sjældent i Danmark.
Rodnettet består af nogle få, dybtgående hovedrødder fra basis af stammen og et stærkt forgrenet netværk af finrødder lige under overfladen.
Højde x bredde (og årlig tilvækst): 15 x 8 m (20 x 10 cm/år).

## Hjemsted
Østamerikansk Hemlock optræder som pionertræ på alle typer blottet jord og som skovtræ på fugtig bund i det østlige Nordamerika.
I området omkring Roosevelt i New Jersey, USA, findes arten i skove og som pionertræ sammen med bl.a. Konvalbusk, Robinie, Tulipantræ, Amerikansk Bøg, Amerikansk Knapbusk, Amerikansk Nældetræ, Amerikansk Platan, Amerikansk Vin, Blyant-Ene, Brunfrugtet Surbær, Glansbladet Hæg, Hvid Ask, Hvid Hickory, Klatre-Vildvin, Koral-Sumak, Pennsylvansk Vokspors, Rød-Løn, Skov-Tupelotræ, Sukker-Birk, Sump-Eg, Sump-Rose, Virginsk Ambratræ, Virginsk Troldnød, Virginsk Vinterbær og Weymouth-Fyr
| Portal | Portal:Botanik |